# Equitazione ai Giochi della VII Olimpiade - Salto ostacoli a squadre
La competizione del salto ostacoli a squadre di equitazione dai Giochi della VII Olimpiade si è svolta il 12 settembre 1920 presso lo Stadio Olimpico di Anversa.

## Classifica finale
Quattro concorrenti per nazione. I migliori tre risultati erano validi per la classifica finale.
| Pos.    | Nazione     | Binomio                      | Binomio        | Penalità Ind. | Totale |
| Pos.    | Nazione     | Cavaliere                    | Cavallo        | Penalità Ind. | Totale |
| ------- | ----------- | ---------------------------- | -------------- | ------------- | ------ |
| Oro     | Svezia      | Claës König                  | Tresor         | 2,00          | 14,00  |
| Oro     | Svezia      | Hans von Rosen               | Poor Boy       | 6,00          | 14,00  |
| Oro     | Svezia      | Daniel Norling               | Eros II        | 6,00          | 14,00  |
| Oro     | Svezia      | Frank Martin                 | Kohort         | 10,00         | 14,00  |
| Argento | Belgio      | Henri Laame                  | Biscuit        | 2,75          | 16,25  |
| Argento | Belgio      | André Coumans                | Lisette        | 5,25          | 16,25  |
| Argento | Belgio      | Herman de Gaiffier d'Hestroy | Miss           | 8,25          | 16,25  |
| Argento | Belgio      | Herman d'Oultromont          | Lord Kitchener | 30,00         | 16,25  |
| Bronzo  | Italia      | Ettore Caffaratti            | Tradittore     | 1,50          | 18,75  |
| Bronzo  | Italia      | Alessandro Alvisi            | Raggio di Sole | 6,25          | 18,75  |
| Bronzo  | Italia      | Giulio Cacciandra            | Fortunello     | 11,00         | 18,75  |
| Bronzo  | Italia      | Carlo Asinari                | Varone         | 33,00         | 18,75  |
| 4       | Francia     | Auguste de Laissardière      | Othello        | 7,50          | 34,75  |
| 4       | Francia     | Henri Horment                | Dignité        | 13,25         | 34,75  |
| 4       | Francia     | Théophile Carbon             | Incas          | 14,00         | 34,75  |
| 4       | Francia     | Pierre Le Moyne              | Flirt          | 14,00         | 34,75  |
| 5       | Stati Uniti | Harry Chamberlin             | Nigra          | 9,00          | 42,00  |
| 5       | Stati Uniti | Karl Greenwald               | Moses          | 12,00         | 42,00  |
| 5       | Stati Uniti | Vincent Erwin                | Joffre         | 21,00         | 42,00  |
| 5       | Stati Uniti | Sloan Doak                   | Rabbit Red     | DNF           | 42,00  |